# 欧内斯特·莫尼兹
欧内斯特·莫尼兹（Ernest Jeffrey Moniz，1944年12月22日-）是一名美国核物理学家，自2013年5月起任美国能源部长。之前在1995到1997年担任比尔·克林顿政府的科技政策办公室的助理主管，1997到2001年在美国能源部任职。
他是非盈利的能源研究机构The Cyprus Institute和Cecil and Ida Green Professor of Physics and Engineering Systems的创始成员和主管，以及麻省理工学院的能源与环境实验室主任。 

## 早年
他的父母是来自于葡萄牙聖米格爾島的移民，他生于马萨诸塞州的福尔里弗。
1966年取得波士頓學院的物理学学位，后来又于1972年获得史丹佛大學的理论物理学博士学位。1973年他成为麻省理工学院的物理学教师。